# Parioglossus rainfordi
Parioglossus rainfordi är en fiskart som beskrevs av Mcculloch 1921. Parioglossus rainfordi ingår i släktet Parioglossus och familjen Ptereleotridae. IUCN kategoriserar arten globalt som livskraftig. Inga underarter finns listade i Catalogue of Life.